# Time (canción de David Bowie)
"Time" es una canción escrita por el músico británico David Bowie. Escrita en Nueva Orleans en noviembre de 1972 durante la etapa norteamericana de la gira de Ziggy Stardust, fue grabada en Londres en enero de 1973 y publicada como la canción de apertura del lado B del álbum Aladdin Sane. Una versión editada de la canción fue lanzado como sencillo en los Estados Unidos, Japón y Canadá.

## Producción y estilo
La canción ha sido descrita como una "pieza burlesque vampiresa", y comparada a la música de cabaret de Jacques Brel y Brecht–Weill. El coproductor Ken Scott tomó crédito por la idea de la remezcla del sonido de respiración de Bowie en el momento de que la música se detiene, justo antes de que el guitarrista Mick Ronson se lanzará s su cacofónico solo.
El pareado más conocido de la canción era "Time – he flexes like a whore / Falls wanking to the floor"; RCA permitió mantenerlo en el sencillo editado estadounidense, ya que desconocían el término "wanking". La frase "Billy Dolls" se refiere a Billy Murcia, el baterista original de the New York Dolls.

## Recepción de la crítica
Así como al álbum, "Time" tuvo opiniones divididas. El biógrafo David Buckley llamó a la versión del álbum como "cinco minutos de perfección pura" y a la letra como "poética y conciso", mientras que los críticos de NME, Roy Carr y Charles Shaar Murray describieron que las palabras sonaban "forzadas e incompletas".

## Versiones en vivo
- Una versión grabada en el Hammersmith Odeon en Londres, el 3 de julio de 1973 fue publicada en Ziggy Stardust: The Motion Picture en 1983.[7]
- La versión grabada para el The 1980 Floor Show el 20 de octubre de 1973, fue publicada en el álbum Rarestonebowie.[8]
- Una presentación grabada en el Tower Theater, Pensilvania como parte de la gira de Diamond Dogs, fue publicada en David Live.[9]
- Una versión grabada en el Universal Amphitheatre, California, durante la gira de Diamond Dogs el 5 de septiembre de 1974 fue incluida en Cracked Actor (Live Los Angeles '74).[10]
- Una versión en vivo, interpretada el 30 de agosto de 1987 en el Montreal Forum en Canadá, aparece en el álbum Glass Spider (Live Montreal ’87).[11]

## Otros lanzamientos
- La canción fue publicado como sencillo junto con "The Prettiest Star" como lado B el 13 de abril de 1973.[12]
- La canción aparece en el álbum recopilatorio de 1974, The Best of David Bowie.
- Está versión de la canción, originalmente publicada como sencillo en los Estados Unidos, estuvo disponible en formato digital y CD por primera vez en 2015, en Re:Call 1, como parte de la caja recopilatoria Five Years (1969–1973).[13]

## Otras versiones
- Cinema Strange – Goth Oddity: A Tribute to David Bowie (1999)
- David J's Cabaret Obscura – .2 Contamination: A Tribute to David Bowie (2006)
- Momus – Turpsycore (2015)
- Rozz Williams – en vivo

## Lista de canciones
Todas las canciones escritas por David Bowie.
1. "Time" – 3:43
2. "The Prettiest Star" – 3:31

La versión japonesa del sencillo tiene "Panic in Detroit" como lado B.

## Créditos
Créditos adaptados desde las notas del álbum.
- David Bowie – voz principal, guitarra acústica
- Mick Ronson – guitarra eléctrica, coros
- Trevor Bolder – bajo eléctrico
- Mick Woodmansey – batería
- Mike Garson – piano

## Uso en otros medios
La canción fue utilizada en el tráiler de la película Everything Everywhere All at Once.